# Tetreuaresta rufula
Tetreuaresta rufula är en tvåvingeart som först beskrevs av Wulp 1900.  Tetreuaresta rufula ingår i släktet Tetreuaresta och familjen borrflugor. Inga underarter finns listade i Catalogue of Life.